# Mittelmeerspiele 1951
Die Mittelmeerspiele 1951 (offiziell: I. Mittelmeerspiele) fanden vom 5. bis 20. Oktober 1951 in der ägyptischen Stadt Alexandria statt. Sie erhielt den Zuschlag als Anerkennung für die Verdienste des Sportfunktionärs Muhammed Taher Pascha, der das Konzept der Mittelmeerspiele ausgearbeitet hatte.

## Teilnehmende Nationen
Es nahmen zehn Nationen teil, die insgesamt 734 Athleten (ausschließlich Männer) entsandten. Die Anzahl der Teilnehmer ist in Klammern angegeben.
- Ägypten (243)
- Frankreich (42)
- Griechenland (129)
- Italien (99)
- Libanon (48)
- Malta (3)
- Spanien (36)
- Syrien (65)
- Türkei (52)
- Jugoslawien (17)

## Sportarten und Wettbewerbe
Das Programm der ersten Mittelmeerspiele umfasste 13 Sportarten mit 91 reinen Männerwettbewerben. Die Zahl in Klammern neben der Sportart gibt die Anzahl der Medaillenwettbewerbe pro Sportart an.
- Basketball (1)
- Boxen (9)
- Fechten (6)
- Fußball (1)
- Gewichtheben (7)
- Leichtathletik (23)
- Ringen (16)
- Rudern (5)
- Schießen (5)
- Schwimmen (7)
- Turnen (8)
- Wasserball (1)
- Wasserspringen (2)

## Medaillenspiegel

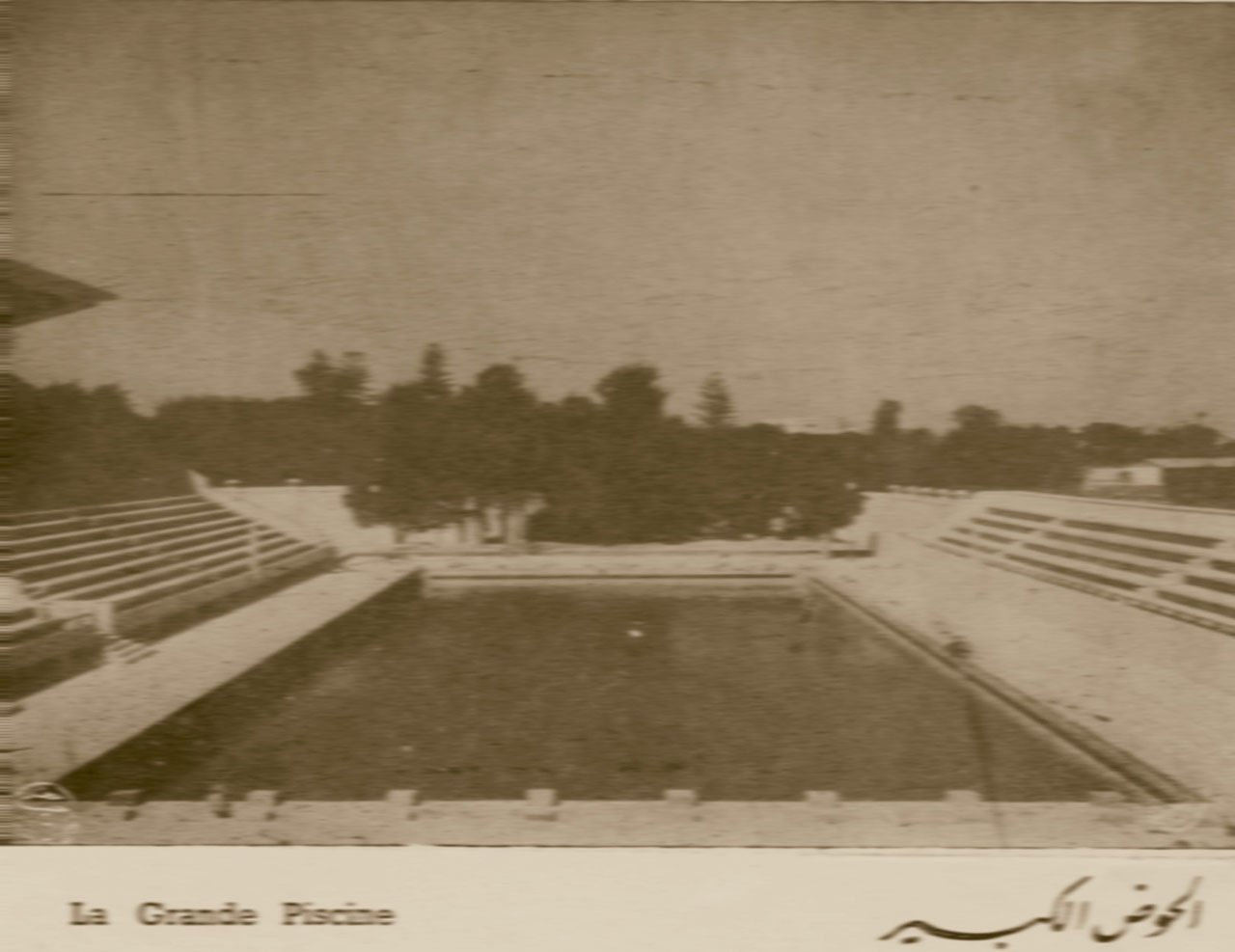
Schwimmstadion

| Platz  | Land         | Gold | Silber | Bronze | Gesamt |
| ------ | ------------ | ---- | ------ | ------ | ------ |
| 01     | Italien      | 27   | 22     | 12     | 61     |
| 02     | Frankreich   | 26   | 13     | 5      | 44     |
| 03     | Ägypten      | 20   | 26     | 19     | 65     |
| 04     | Türkei       | 10   | 3      | 7      | 20     |
| 05     | Griechenland | 4    | 9      | 8      | 21     |
| 06     | Jugoslawien  | 3    | 5      | 7      | 15     |
| 07     | Spanien      | 2    | 4      | 4      | 10     |
| 08     | Libanon      | —    | 5      | 14     | 19     |
| 09     | Syrien       | —    | 3      | 10     | 13     |
| Gesamt | Gesamt       | 92   | 90     | 86     | 268    |